# Maksim Gorkiy
Die Maksim Gorkiy (russisch Максим Горький) ist ein unter russischer Flagge fahrendes 4-Sterne-Flusskreuzfahrtschiff, das im Jahre 1974 auf der Schiffswerft Korneuburg der Österreichischen Schiffswerften AG Linz in Korneuburg/Österreich gebaut und an die Wolga-Flussreederei (russisch ГП Волжское объединённое речное пароходство МРФ РСФСР) in Gorki ausgeliefert wurde. Es gehört zur Maksim-Gorkiy-Klasse (Projekt Q-040). Das Schiff wurde nach dem sowjetischen Schriftsteller Maxim Gorki benannt. Seit 2019 fährt das Schiff auf dem Jenissei.

## Beschreibung
Das Flusskreuzfahrtschiff mit vier Passagierdecks gehört zu einer 1974 bis 1975 hergestellten Baureihe von vier Schiffen des Typs Maksim Gorkiy / Vasiliy Surikov, welche auch als „Projekt Q-040“ / „Projekt Q-040A“ bekannt war. Die Maksim Gorkiy wird von zwei sowjetischen Viertakt-Hauptmotoren 6TschRN 36/45 (G60) mit je 900 PS angetrieben.

## Einsatz
Die Maksim Gorkiy wird auf der Wolga, Moskwa und Newa auf der Kreuzfahrt-Strecke Astrachan–Moskau, Moskau–Sankt Petersburg von der Vodohod eingesetzt.
2019 wurde das Schiff über den Wolga-Ostsee-Kanal, den Weißmeer-Ostsee-Kanal und den Arktischen Ozean auf den Jenissei nach Krasnojarsk umgesetzt, wo es zu einem 5-Stern-Schiff umgebaut wurde. Seitdem fährt das Schiff im Sommer von Krasnojarsk nach Dudinka und zurück.

## Ausstattung
Das Schiff hat 1-, 2- und 3-Bettenkabinen, die alle mit Waschgelegenheit versehen sind. Darüber hinaus stehen drei Bars, Restaurant und Gemeinschaftsraum zur Verfügung. Nach dem Umbau 2019 stehen nur noch 50 (statt 86) Kabinen für 100 (statt 186) Passagiere zur Verfügung.